# Fourilles
 Fourilles  là một xã ở tỉnh Allier thuộc miền trung nước Pháp.